# Лолита (опера)
«Лолита» — опера в трёх действиях русского композитора Родиона Щедрина, написанная в 1992 году по одноимённому роману Владимира Набокова. Жанр оперы был определён автором как «grand opera в трёх актах».
Опера «Лолита» была впервые поставлена в Шведской королевской опере в Стокгольме на шведском языке под руководством Мстислава Ростроповича. Первое исполнение прошло 14 декабря 1994 года. Российская премьера оперы состоялась 12 мая 2003 года в Пермском оперном театре. Аудиозапись этого произведения никогда не издавалась. Фрагменты оперы исполнялись в концертном исполнении солистами и оркестром Мариинского театра под управлением Валерия Гергиева.
В 2020 году опера была впервые поставлена в Мариинском театре – музыкальным руководителем и дирижёром на премьере постановки выступил Валерий Гергиев.